# النجد (ردمان)

تعديل مصدري - تعديل

النجد هي إحدى قرى عزلة ردمان ال عوض بمديرية ردمان التابعة لمحافظة البيضاء، بلغ تعداد سكانها 90 نسمة حسب تعداد اليمن لعام 2004.